# Clinny Dreyer
Clinny Dreyer, född 1866, död 1933, var en dansk redaktör och rösträttsaktivist.
Hon var utbildad sjuksköterska. Hon gifte sig 1899 med läkaren Waldemar Dreyer. 
Clinny Dreyer är känd för sitt engagemang för kvinnors rösträtt. Hon blev 1907 medlem i Kvindevalgretsforeningens lokalavdeling i Ringsted og Omegn, och var 1908-1910 dess ordförande. När hon flyttade till Köpenhamn med maken 1910, blev hon medlem i styrelsen för Kvindevalgretsforeningen. Hon är känd som en av rösträttsrörelsens mest välkända medlemmar. Hon var föreningens internationella korrespondent och redaktör för dess tidning. Vid sidan av föreningens ordförande var hon ofta dess representant vid internationella kongresser. Hon är känd för sin omfattande och framgångsrika karriär som talare för föreningen, gjorde ett stort antal kampanjresor och bildade många lokalavdelningar. Hon beskrivs som en av rörelsens mer radikala, och beundrade de brittiska suffragetternas metoder. 
Hon ställde upp i valen 1909 och 1912 men utan framgång. 